# Sitt al-Mulk
Sitt al-Mulk (arabisch ست الملك, DMG Sitt al-Mulk ‚Herrin des Reiches‘; * September/Oktober 970 in al-Mansuriya; † 5. Februar 1023 in Kairo) war eine Angehörige der Dynastie der Fatimiden und von 1021 bis 1023 die Regentin ihres Kalifats.

## Leben

### Frühe Jahre
Sitt al-Mulk, deren persönlicher Eigenname in der Geschichtsschreibung ungenannt blieb, wurde im September/Oktober 970 noch in „Afrika“ (arab. Ifrīqiya, heute Tunesien), wahrscheinlich in der Residenzstadt al-Mansuriya, als Tochter des Prinzen Nizar geboren, des späteren Kalifs al-Aziz. Ihre Mutter, die „Prinzessin des Aziz“ (sayyida al-ʿAzīzīya), ist namentlich unbekannt geblieben, aber da sie oft als „Sohnesmutter“ (umm walad) bezeichnet wird, dürfte sie dem Vater auch einen Sohn geboren haben, der wohl früh verstorben ist. Die Mutter ist 995 in Kairo verstorben, der neuen Residenzstadt der Fatimiden in Ägypten, in die der Hof 973 übergesiedelt war.
Zu ihrem Vater, dem seit 975 regierenden Kalif al-Aziz, soll Sitt al-Mulk in einem engen Vertrauensverhältnis gestanden haben. Auf seine Veranlassung hin wurde ihr ein eigener Palast in Kairo errichtet, der von einem eigens gebildeten Garderegiment bewacht wurde, über dessen Befehlsgewalt sie allein verfügte. Gegenüber ihrem Vater erwirkte sie die Begnadigung des um das Jahr 990 in Ungnade gefallenen christlichen Wesirs Isa ibn Nasturus. Wie bei den Fatimiden üblich, ist Sitt al-Mulk als weibliche Dynastieangehörige nie verheiratet worden, allerdings scheint sie sich in einen Vetter, einen Sohn des Prinzen Abdallah, verliebt zu haben. Beim Tod des Vaters 996 in Bilbeis unternahm sie einen Staatsstreichversuch, um ihren Vetter auf den Kalifenthron zu heben, doch wurde dieses Vorhaben von dem aufmerksamen Eunuchen Bardschawan vereitelt, der sie unter Hausarrest stellte. Trotz alledem blieb sie auch weiterhin einflussreich und reichbegütert. Allein die ihr zufließende Apanage für das Jahr 999 belief sich auf 100.000 Dinar, was ihr Unabhängigkeit und den Unterhalt eines eigenen Hofstaates garantierte.
In den ersten Jahren der Selbstherrschaft des al-Hakim ab 1000 bemühte sich Sitt al-Mulk um ein einvernehmliches Verhältnis zu ihrem etwa fünfzehn Jahre jüngeren Halbbruder, dem sie eine Vertraute und eine oft konsultierte Beraterin war. Doch ab dem Jahr 1013 begann sich dieses Verhältnis zu wandeln, nachdem erstmals auch einige Vertrauensleute der Prinzessin der Ungnade und dem Richtschwert ihres Bruders anheimgefallen waren. In selbem Jahr nahm sie ihren Neffen Prinz Ali und dessen Mutter in ihren Palast auf, angeblich nachdem sich der Terror ihres Bruders auch gegen den eigenen Harem gerichtet habe, dem mehrere Konkubinen und Kinder zum Opfer gefallen sein sollen. Offenbar wurde Sitt al-Mulk in jener Zeit das Haupt einer Oppositionsbewegung, die sich gegen die Entgegenkommenspolitik ihres Bruders gegenüber den Sunniten, seiner Diskriminierung der Christen, Duldung von ketzerischen Missionaren innerhalb der ismailitischen Schia und gegen die von ihm verfügte doppelte Nachfolgeregelung wandte, die nicht die Nachfolge seines Sohnes im Kalifat und Imamat vorsah, sondern die zweier Cousins.

### Regentschaft
Am 13. Februar 1021 verschwand al-Hakim nach einem nächtlichen Ausritt in die weitläufige Umgebung Kairos. Und nachdem man seine blutdurchtränkten Kleider gefunden hatte, wurde er zunächst noch hinter verschlossenen Palastmauern für tot erklärt. Sofort übernahm Sitt al-Mulk das Heft des Handelns, indem sie die vermeintlichen Mörder ihres Bruders exekutieren ließ. Danach setzte sie die Nachfolge ihres fast sechzehnjährigen Neffen Prinz Ali durch, der bis dahin acht Jahre in ihrer Obhut gelebt hatte. Den für das Imamat designierten Prinz Abbas nötigte sie „mit dem Schwert über dem Haupt“ zur Aufgabe seiner Ansprüche und den für das Kalifat vorgesehenen Prinz Abdarrahim ließ sie in Damaskus gefangen nehmen und später im Kerker töten. Die Festpredigt zum Schlachtopferfest am 27. März 1021 wurde noch im Namen al-Hakims abgehalten, aber noch am Nachmittag desselben Tages wurde sein Tod öffentlich verkündet und Prinz Ali unter dem Herrschernamen „der erscheint, um die Religion Gottes zu erhöhen“ (aẓ-Ẓāhir li-ʾIʿzāz Dīn Allāh) zum neuen Kalif inthronisiert. Kurz darauf ließ Sitt al-Mulk auch den für das Amt des Wesirs vorgesehenen Kutama-Berber Ibn Dawwas exekutieren, den sie beschuldigte, der führende Kopf hinter der Ermordung ihres Bruders gewesen zu sein. Tatsächlich aber hat dieser Verdacht bei einigen zeitgenössischen Beobachtern wie dem Richter al-Qudai (gest. 1062) auf der Prinzessin selbst gelegen, die, um ihr eigenes Leben fürchtend, den Entschluss zum Staatsstreich durch die Beseitigung ihres Bruders gefasst habe. Das Für und Wider dieses Verdachts ist ein vieldiskutierter Aspekt ihrer Biographie geblieben. Jedenfalls hatte sie in den Wochen nach ihrer Machtübernahme noch etwaige Gegner beseitigen lassen, bis ihre Regentschaft im Namen ihres Neffen unumstritten war.
Die Politik der Regentin Sitt al-Mulk stand im Geist der Revision der Herrschaft ihres Bruders, indem sie seine puritanisch anmutenden Sittengesetze zurücknahm, die von ihm betriebene Diskriminierung der Christen beendete und die Vormachtstellung der ismailitischen Schia unter Zurückweisung der Sunna im fatimidischen Staatscharakter erneuerte. Insgesamt knüpfte sie damit an die Politik ihrer Vorväter an, wofür sie das Lob der zeitgenössischen Kommentatoren erlangte. Zu den von ihr getroffenen Maßnahmen zählt auch die beginnende Verfolgung der Anhänger der Religion des Einzigkeitsbekenntnisses, die als „Drusen“ bekannt wurden, deren Lehre in den vergangenen Jahren unter stillschweigender Duldung al-Hakims in Konkurrenz mit der ismailitischen getreten war und deshalb nun als häretisch eingestuft wurde. Die Mission der drusischen Lehre wurde in Kairo schnell unterbunden, so dass sie sich im Untergrund in Alexandria neu formieren musste. Später wanderte ihre vergleichsweise kleine Anhängerschaft von Ägypten in die Berge des Libanon aus, wo sie von der Regierung in Kairo weitgehend unbehelligt fortbestehen konnte.
Ein weiteres zentrales Anliegen der Sitt al-Mulk war die Wiederaufnahme von diplomatischen Beziehungen zum Byzantinischen Reich. Seit der fatimidischen Annexion Aleppos im Jahr 1015, das zuvor ein byzantinisches Vasallenfürstentum war, waren die Kontakte zu Konstantinopel abgebrochen und der Handel zwischen den Reichen unterbrochen. Seit dem Sommer 1021 stand Kaiser Basileios II. mit Heeresmacht wieder in Kleinasien, weshalb eine militärische Konfrontation mit diesem drohte. Einstweilen aber widmete sich der Kaiser der Bekämpfung des georgischen Königs Giorgi I., der als potentieller fatimidischer Verbündeter neutralisiert werden sollte. Nach einem ersten Sieg des Kaisers über den Georgier entsandte Sitt al-Mulk im Herbst 1021 eine Delegation in dessen Lager zu Trapezunt, deren Leitung sie dem Patriarchen Nikephoros von Jerusalem anvertraute. Ein Bestandteil des zu verhandelnden byzantinisch-fatimidischen Ausgleichs sollte der von Sitt al-Mulk zugesicherte Wiederaufbau der Grabeskirche zu Jerusalem sein. Die Verhandlungen mit Byzanz zogen sich noch über den Tod der Regentin hinaus, doch hatten sie im Ergebnis eine Verlängerung des schon seit 1001 bestehenden Waffenstillstandes zwischen den beiden Großmächten um ein weiteres Vierteljahrhundert bewirkt.
Laut dem zeitgenössischen Beobachter al-Musabbihi (gest. 1029) hatte Sitt al-Mulk bereits im Jahr 1022 ihre Macht weitgehend an eine intrigante Clique neuer Hofbeamten um ihren Sekretär al-Dschardscharai eingebüßt. Am 5. Februar 1023 verstarb sie im Alter von zweiundfünfzig Jahren an einer Diarrhöe.